# Karel V van Lotharingen
Karel V Leopold Nicolaas Sixtus van Lotharingen (Wenen, 3 april 1643 – Wels, 18 april 1690)  was van 1675 tot 1690 hertog van Lotharingen. Hij behoorde tot het huis Lotharingen.

## Achtergrond
Karel V was de neef van hertog Karel IV van Lotharingen, die in 1634 tijdens de Franse invasie van Lotharingen verplicht werd om af te treden ten voordele van Karels vader Nicolaas II. De Fransen trokken zich in 1661 terug uit Lotharingen, maar vielen het in 1670 nogmaals binnen.

## Jonge leven
Karel V werd in 1643 geboren in Wenen als tweede zoon van hertog Nicolaas II van Lotharingen en diens echtgenote Claude. Oorspronkelijk was hij bestemd voor de geestelijke stand. In 1648 werd hij tot proost van Saint-Dié benoemd en in 1649 tot abt van Gorze. In 1659 overleed zijn oudere broer Ferdinand echter, waardoor Karel de erfgenaam van het hertogdom werd. In 1661 stond zijn vader het hertogdom Opper-Lotharingen af aan de Franse koning, waarna het in leen aan zijn oom Karel IV gegeven werd. Die erkende de aanspraken van Karel V op het hertogdom Lotharingen niet.
Omdat de kansen op de troon voor Karel er niet goed uitzagen, trad hij in 1662 officieel toe tot het keizerlijke hof in Wenen.

## Militaire loopbaan

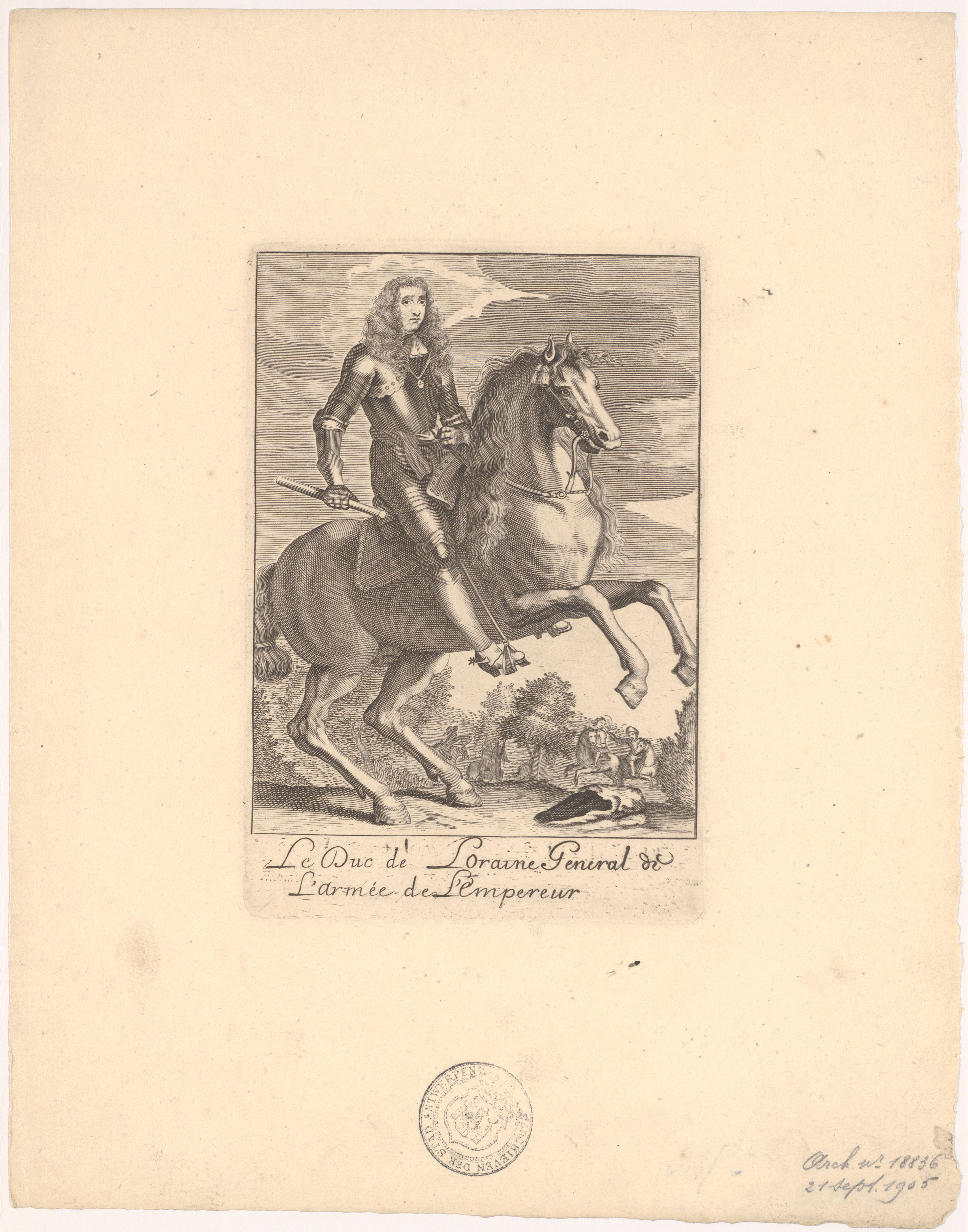
Karel V Leopold van Lotharingen (1643-1690); hertog van Lotharingen, keizerlijk veldheer, Felixarchief

In 1663 trad Karel V in dienst van het Habsburgse leger. In 1664 kon hij zich voor het eerst onderscheiden in de Slag bij Szentgotthárd. Hij vocht onder Raimondo Montecuccoli, de toenmalige keizerlijke opperbevelhebber. Toen ze geflankeerd werden door de vijand, was Karel V in staat om hen terug te drijven en hielp hij de veldslag te winnen. Ook werd hij steeds betrokken in de oorlogen tussen de Habsburgers en de Fransen. In 1674 raakte hij gewond aan zijn hoofd tijdens de Slag bij Seneffe en in 1676 was hij aanwezig bij de slag bij Philippsburg. Datzelfde jaar kreeg hij ook de titel van veldmaarschalk. Tijdens zijn periode overleefde Karel ook een pokkenaanval en in 1678 overleefde hij de val van een brug in Philippsburg. 
Sinds 1670 had het Frankrijk, Lotharingen ingepalmd. Zijn oom Karel IV stierf in 1675 en in 1678 huwde hij de stiefzuster van  Keizer Leopold I, Eleonora. In 1679 na de Vrede van Nijmegen werd hij officieel bevestigd als hertog van Lotharingen en werd hij benoemd tot stadhouder van Tirol en Voor-Oostenrijk. In 1683 werd hij tot opperbevelhebber van het keizerlijke leger benoemd.
Ook stelde Karel zich tweemaal kandidaat om koning van Polen te worden, maar dit mislukte omdat hij tijdens de verkiezing in 1669 verslagen werd door Michaël Korybut Wiśniowiecki en tijdens de verkiezing in 1674 door Jan III Sobieski

### Grote Turkse Oorlog

#### Belegering van Wenen (1683)
Wenen werd bedreigd door de troepen van grootvizier Kara Mustafa Pasha, uit het Ottomaanse Rijk. Met 36 000 soldaten poogde hij de stad te helpen. 6000 van hen stierven al onderweg naar Wenen. Hij stelde zich met zijn leger een paar kilometer ten noorden van Wenen op en bevoorraadde de stad. Hij deed ook raids op het Turkse leger. Uiteindelijk versloeg hij het Turkse leger bij de Slag bij Kahlenburg op 12 september 1683. Daarna volgden nog een hele rij zeges.

#### Andere verwezenlijkingen
Hij won slag na slag, tot Hongarije volledig onder Habsburgs gezag stond. Daarna richtte hij zijn aandacht op Transsylvanië. Ook dat gebied kon hij onder de bescherming van de Habsburgse kroon krijgen.

### Problemen met Frankrijk
Na zijn overwinningen tegen de Turken werd hij naar de Rijn gestuurd, waar koning Lodewijk XIV van Frankrijk begon op te rukken. Hij kende korte tijd enkele successen, maar werd toen ziek en stierf plots in 1690. Velen treurden om zijn dood. Zelfs de Franse vorst Lodewijk XIV had lovende woorden voor hem over: “Ik ben de grootste, meest wijze en meest genereuze van mijn vijanden verloren.”

## Persoonlijk leven
Karel V van Lotharingen was in 1662 verloofd met Maria Johanna van Savoye, maar huwde haar niet toen hij militair werd in dienst van het Habsburgse Rijk. 
Hij huwde met Eleonora van Oostenrijk (1653-1697) in 1678. Zij was de dochter van keizer Ferdinand III van het Heilig Roomse Rijk en de weduwe van koning van Michaël Korybut Wiśniowiecki van Polen. Ze kregen zes kinderen: 
- Leopold (1679-1729), hij erfde het hertogdom Lotharingen.
- Karel Jozef (1680-1715), hij werd de aartsbisschop van Trier (1711-1715)
- Eleonora (1682-1682)
- Karel Ferdinand (1683-1685)
- Jozef (1685-1705), hij werd generaal in het keizerlijk leger.
- Frans (1689-1715), hij werd de abt van Malmedy.

## Voorouders
| Voorouders van Karel V van Lotharingen (1643–1690) | Voorouders van Karel V van Lotharingen (1643–1690)                                      | Voorouders van Karel V van Lotharingen (1643–1690)                                      | Voorouders van Karel V van Lotharingen (1643–1690)                                      | Voorouders van Karel V van Lotharingen (1643–1690)                                      | Voorouders van Karel V van Lotharingen (1643–1690)                                      | Voorouders van Karel V van Lotharingen (1643–1690)                                      | Voorouders van Karel V van Lotharingen (1643–1690)                                      | Voorouders van Karel V van Lotharingen (1643–1690)                                      |
| -------------------------------------------------- | --------------------------------------------------------------------------------------- | --------------------------------------------------------------------------------------- | --------------------------------------------------------------------------------------- | --------------------------------------------------------------------------------------- | --------------------------------------------------------------------------------------- | --------------------------------------------------------------------------------------- | --------------------------------------------------------------------------------------- | --------------------------------------------------------------------------------------- |
| Overgrootouders                                    | Karel III van Lotharingen (1543–1608) ∞ Claudia van Valois (1547-1575)                  | Karel III van Lotharingen (1543–1608) ∞ Claudia van Valois (1547-1575)                  | Paul van Salm (1563–1623) ∞ Marie Le Veneur de Thilières (1575-1627).                   | Paul van Salm (1563–1623) ∞ Marie Le Veneur de Thilières (1575-1627).                   | Karel III van Lotharingen (1543–1608) ∞ Claudia van Valois (1547-1575)                  | Karel III van Lotharingen (1543–1608) ∞ Claudia van Valois (1547-1575)                  | Vincenzo I Gonzaga (1562-1612) ∞ Eleonora de' Medici {1567–1611)                        | Vincenzo I Gonzaga (1562-1612) ∞ Eleonora de' Medici {1567–1611)                        |
| Grootouders                                        | Frans II van Lotharingen (1572–1632) ∞ Christina van Salm (1575-1627)                   | Frans II van Lotharingen (1572–1632) ∞ Christina van Salm (1575-1627)                   | Frans II van Lotharingen (1572–1632) ∞ Christina van Salm (1575-1627)                   | Frans II van Lotharingen (1572–1632) ∞ Christina van Salm (1575-1627)                   | Hendrik II van Lotharingen (1563–1623) ∞ Margherita Gonzaga (1591-1632)                 | Hendrik II van Lotharingen (1563–1623) ∞ Margherita Gonzaga (1591-1632)                 | Hendrik II van Lotharingen (1563–1623) ∞ Margherita Gonzaga (1591-1632)                 | Hendrik II van Lotharingen (1563–1623) ∞ Margherita Gonzaga (1591-1632)                 |
| Ouders                                             | Nicolaas II Frans van Lotharingen (1609–1670) ∞ 1636 Claude van Lotharingen (1612-1657) | Nicolaas II Frans van Lotharingen (1609–1670) ∞ 1636 Claude van Lotharingen (1612-1657) | Nicolaas II Frans van Lotharingen (1609–1670) ∞ 1636 Claude van Lotharingen (1612-1657) | Nicolaas II Frans van Lotharingen (1609–1670) ∞ 1636 Claude van Lotharingen (1612-1657) | Nicolaas II Frans van Lotharingen (1609–1670) ∞ 1636 Claude van Lotharingen (1612-1657) | Nicolaas II Frans van Lotharingen (1609–1670) ∞ 1636 Claude van Lotharingen (1612-1657) | Nicolaas II Frans van Lotharingen (1609–1670) ∞ 1636 Claude van Lotharingen (1612-1657) | Nicolaas II Frans van Lotharingen (1609–1670) ∞ 1636 Claude van Lotharingen (1612-1657) |
| Karel V van Lotharingen (1643–1690)                |                                                                                         |                                                                                         |                                                                                         |                                                                                         |                                                                                         |                                                                                         |                                                                                         |                                                                                         |